# 武藤順九 (小惑星)
武藤順九（むとうじゅんきゅう、6098 Mutojunkyu）は小惑星帯に位置する小惑星。北海道釧路市で松山正則と渡辺和郎が発見した。
仙台市出身の彫刻家・画家、武藤順九から命名された。